# Ratsja (gebied)
Ratsja (Georgisch: რაჭა) is een culturele en geografische bergstreek in het noordwesten van Georgië in de Grote Kaukasus.

## Geografie
Ratsja omvat de bovenloop en bron van de rivier Rioni, de grootste rivier van west-Georgië, en de omliggende berggebieden en rivierdalen. Ratsja beslaat de hedendaagse gemeenten Ambrolaoeri en Oni in de regio Ratsja-Letsjchoemi en Kvemo Svaneti. De meest oostelijke hoek van Ratsja ligt in de Georgische afscheidingsregio Zuid-Ossetië. De plaats Oni geldt historisch gezien als het centrum van de streek.
De noordgrens van Ratsja wordt geografisch bepaald door de hoofdkam van de Grote Kaukasus, dat ook de grens met Rusland is. Het gebied wordt omsloten door verschillende deelgebergten van de Grote Kaukasus. Het Ratsjagebergte vormt de geografische afbakening langs de gehele zuidkant en is tevens de grens met Imereti.  In het westen liggen de streken Letsjchoemi en Svanetië. De grens met Svanetië wordt geografisch bepaald door het Letsjchoemigebergte. 
De streek kent drie geografisch bepaalde delen, Kvemo (beneden) Ratsja, Zemo (boven) Ratjsa en Mtis (berg) Ratsja. Het Sjoda-Kedelagebergte scheidt het noordelijk gelegen Berg-Ratsja ten noorden van Oni af van de rest van Ratsja, met alleen de smalle kloof van de Rioni als directe passage tussen de gebieden. De begrenzing tussen Beneden- en Boven-Ratsja is minder hard.
Het gedeelte van de gemeente Amrolaoeri ten zuiden van de Rioni wordt gerekend tot Beneden-Ratsja. Het noordelijke deel, in het Letsjchoemigebergte, en het zuiden van de gemeente Oni wordt gerekend tot Boven-Ratsja. De kloof van de Rioni ten oosten van de stad Ambrolaoeri wordt beschreven als de overgang, vanuit de stroming van de rivier bekeken.